# Llancamil
Llancamil, también llamado Gregorio Yancamil o Yanquimil fue el último jefe ranquel en armas después de la Conquista del Desierto, campaña en la cual el Ejército Argentino quitó a los pueblos originarios más de 300 000 km² y destruyó las comunidades indígenas. Llancamil reunió algunos centenares de indígenas, fue perseguido y logró huir tras un combate, uno de los últimos en el sur argentino y el último en que participaron ranqueles.

## Biografía
Era un cacique menor, un capitanejo que obedecía al lonco o cacique general de los ranqueles, Epumer. Según algunas fuentes, era sobrino de Epumer y, por consiguiente, nieto de Painé.
Aparece documentado por primera vez en octubre de 1879, cuando –al frente de unos cien hombres– se presentó pacíficamente en Villa Mercedes, a solicitar las raciones que acostumbraba a entregarles el Ejército; el comandante Rudecindo Roca, hermano del ministro de Guerra, les intimó rendición. Cuando intentaron defenderse, fueron sometidos a un tiroteo masivo, por el que murieron la mitad de los indígenas y sólo cinco lograron escapar a la matanza o a la prisión. El propio Llancamil fue tomado prisionero, y algunas fuentes mencionan que su familia fue enviada prisionera al norte del país, para debilitar su identidad indígena y para obtener mano de obra barata.
Ese fue el primer combate de las campañas de preparación de la Conquista del Desierto, una gran campaña por la cual el ministro Julio Argentino Roca quitó a los pueblos originarios el territorio que habían ocupado durante siglos, justo después de haber firmado un tratado de paz con los ranqueles. Amparado por este acto, los militares argentinos atacaron sin pausa a los ranqueles durante más de un año, capturando cerca de diez mil de ellos y matando muchos cientos. Los prisioneros fueron llevados a campos de concentración, donde murieron centenares, y otros fueron separados de sus familias y sus hijos, y sometidos a un régimen muy cercano a la esclavitud.
Llancamil recuperó la libertad en 1883, y volvió al mamüll mapu, la tierra de los ranqueles, aproximadamente coincidente con el entonces territorio nacional de La Pampa. Allí se dedicó a recorrer el monte, en busca de familias perdidas, para establecerlos agrupados en algún lado, preferentemente cerca de Leuvucó, el que había sido el mayor refugio de los ranqueles. Logró reunir unas cuatrocientas personas y con ellas se dirigió a Victorica, un pueblo que había sido fundado ese mismo año cerca de Leuvucó, a pedir que les permitiesen vivir allí y –de ser posible– recibir un terreno donde residir. Se adelantaron unos setenta hombres, mientras las mujeres quedaron atrás; la respuesta fue que fueron rodeados por los militares, que abrieron fuego contra los indígenas indefensos. Más tarde, el parte oficial elevado a la superioridad informaría que los doscientos militares armados con armas de fuego habían sido atacados por setenta hombres con lanzas, mientras que en una entrevista, el propio Llancamil, ya anciano, afirmó que fue un choque a cuchillo y boleadoras entre diecisiete indígenas y veinticinco soldados.
Los indígenas huyeron, perseguidos por los militares; cruzaron casi todo el oeste de La Pampa en fuga, hasta que fueron alcanzados cerca de Puelén, a más de doscientos kilómetros de distancia. Allí chocaron indígenas y soldados, con una importante pérdida de parte de los indígenas. El parte de batalla informó que los soldados habían sido atacados por trescientos indios de lanza, dándole más importancia a la pequeña fuerza indígena que la que realmente tuvo, y que les habían causado ciento cincuenta bajas contra ocho soldados muertos o heridos; una versión de otro oficial, en cambio, mencionó que los indígenas eran mucho menos, alrededor de la misma cantidad que los soldados, y que tuvieron unos treinta indios muertos. Esa fue la batalla de Cochicó, del 19 de agosto de 1882; una escaramuza, en realidad, y la última en que combatieron los ranqueles.
Llancamil logró huir y salvar la mayor parte de las familias que había querido proteger. Pero fue arrestado en 1885 y se decidió enviarlo al territorio nacional de Misiones, para alejarlo de su tierra y forzarlo a trabajar en los yerbatales, en un estado de casi esclavitud. Cuando el barco que lo llevaba estaba llegando a destino, se sublevó una vez más, y se lanzó al agua para nadar hacia la costa paraguaya, donde se le concedió asilo. Vivió dos años en Encarnación, y tuvo varios hijos.
Fue indultado varios años más tarde y se le entregó un campo en La Pampa, donde murió el 8 de febrero de 1931. Había estado casado con Tránsito Gil, una mujer blanca de Villa Mercedes.
Sus restos mortales fueron desenterrados del cementerio en que descansaban en 2005, para ser depositados en la plaza «héroes de Cochicó», la plaza central de Victorica (La Pampa).